# Духовна прелесть
Духо́вна пре́лесть (від церковносл. прѣльсть, прелесть — обман, омана: від грец. πλάνη) — згідно із православним віровченням, «хибна святість», що супроводжується надзвичайно високою та дуже витонченою формою лестощів самому собі, самообманом, мрійливістю, гординею, переконаністю у власній гідності та досконалості. 

## Загальні відомості
Святитель Ігнатій (Брянчанінов) (1807—1867) визначає прелесть як «пошкодження людської природи брехнею» або як «засвоєння людиною брехні, котра прийнята ним за істину» (там само). Згідно зі вченням Брянчанінова, всі люди в тій чи іншій мірі перебувають в прелесті, а усвідомлення цього, за його словами, «є найбільшим запобіганням прелесті». Він також запевнює: «Найбільша прелесть — визнавати себе вільним від прелесті».
Стан духовної прелесті характерний тим, що людині здається, ніби вона досягнула певних духовних успіхів аж до особистої святості. Цей стан може супроводжуватись переконаністю людини в тому, що вона спілкується з янголами чи святими, має видіння або навіть здатна творити чудеса. В стані прелесті людина дуже легко приймає обман, котрий є, згідно із святоотцівським вченням , наслідком диявольського навіювання, за істину.
Вчення про прелесть формується у візантійському богослів'ї. Зокрема, цей термін розкриває Григорій Синаїт (XIII століття), Калліст I Константинопольский, Діадох Фотікійський та інші.
Важливість вчення про духовну прелесть полягає в тому, що в православній аскетиці воно нерозривно пов'язане із вченням про молитву (особливо про Ісусову молитву). Духовна прелесть є основною небезпекою, що підстерігає християнина (особливо ченця), котрий приступив до молитовного подвигу.

## Біблія про прелесть
Господь Ісус Христос говорить про спокусу (сам термін «прелесть» Він не застосовує): 
| " | Ісус сказав їм у відповідь: стережіться, щоб хто не спокусив [прельстил, πλανήσῃ] вас, бо багато хто прийде під іменем Моїм і казатиме: «я Христос», і багатьох спокусять [прельстят, πλανήσουσι] (Матвія 24:4-5) | " |

| " | і багато лжепророків з’явиться і багатьох спокусять (Матвія 24:11) | " |

В церковнослов'янському перекладі Біблії є згадка про прелесть і в Старому Заповіті «змій прельсти мя» (Буття 3:13), однак в російському синодальному перекладі застосовано слово «обольстил» (грец. ἠπάτησέν, себто інше, аніж в Євангеліях).
В своїй бесіді про прелесть ігумен Авраам (Рейдман) наводить приклади людей в цьому стані з Євангелія: законника, котрий питав, хто його ближній (Луки 10:25-37), фарисея з притчі про фарисея та митаря (Луки 18:10-14).

## Апостол Іоанпро прелесть
Також, слід пам'ятати що найперші застереження віруючі вже отримали від апостола Іоана ще у Першому його посланні:
| " | Улюблені, не кожному духові [πνεῦμα ] вірте, але випробовуйте духів, чи від Бога вони, бо неправдивих пророків багато з'явилося в світі. Духа Божого цим пізнавайте: кожен дух, який визнає, що Ісус Христос прийшов був у тілі, той від Бога. А кожен дух, який не визнає Ісуса, той не від Бога, але він антихристів, про якого ви чули, що йде, а тепер уже він у світі. (1Ів. 4:1-3, Огієнко) | " |

## Види
Виділяють наступні види духовної прелесті:
1. Гординя  — хибні уявлення про свою праведність в основі яких є виконання потрібних дій, виражене марнославством та хизуванням. Симптоми: перебуваючий в духовній прелесті присвоює собі особливі переваги, нібито дані йому Богом, та/або вигадує для себе неіснуючі заслуги. (Наприклад, згідно із православним вченням людина не може мати перед Богом надзвичайних заслуг[10]).
2. Мрійливість (уява) — бачення людиною всередині чи ззовні себе того, чого насправді не існує. «Хибні душевні переживання», себто, під час молитви людина дає волю своїй фантазії на тему небесного, і оманливу насолоду від цього заняття вона вважає відвіданням благодаті та Божої любові як нагороду за свою старанність. В такому стані в людини можуть бути зорові, слухові (наприклад, «голоси») та/або нюхові галюцинації. Також людина може впадати в ейфорію, надзвичайно подібну до наркотичної. В формулюванні богослова Кураєва: «Людина, штучно викликавши в собі деякі психічні переживання, відносить їх до благодатно-благородного походження і вважає себе Боговидцем»[11].
3. «Уявна відсутність гріховних страстей»

Зустрічаються й інші класифікації прелесті:
- «прелесть демонська» (Акафіст Пророку Іллі, Ікос 5)[12]
- «прелесть світу» (Акафіст Іоанну Воїну, Ікос 6)[13]
- «ідольська прелесть» (Акафіст Гурію, Самону та Авіву, Ікос 2)[14]

Феофан, архієпископ Полтавський розрізняє «загальну прелесть» и «власне прелесть»: «Якщо коротко, відмінність „загальної прелесті“ від прелесті у власному розумінні, зважаючи на сказане, може бути вираженою так. Прелесть загальна є забуття і невідчування своєї гріховності. Прелесть у власному розумінні є приписування собі праведності, котрої не існує в дійсності. А якщо здається людині, що має вона праведність, то ця праведність не божествена, а бісівська, вона не має нічого спільного із благодаттю Божою та смиренням» (Игнатий еп., Отечник, пар. 75).

## Прелесть та божевілля
За словами святителя Ігнатія Брянчанінова, духовна прелесть може супроводжуватись психічними розладами. Це ж саме свідчать преп. Симеон Новий Богослов, преп. Григорій Синаїт, преп. Амвросій Оптинський, Валаамський старець Іоанн (Алєксєєв) та інші подвижники. Такий стан офіційна медицина часто розцінює як психічний розлад з галюцинаціями, однак, на думку деяких представників Церкви, нерідко психіатри плутають причину із наслідком.

## Оманливі дари
Згідно із християнським вченням, деколи демони можуть «допомагати» людині. Ця «допомога» може полягати в повідомленні людині інформації про якісь важливі речі, в тому числі богословські й дуже складні, а також може включати отримання людиною надприродних лже-дарів, таких як: оманливий дар зцілення, оманливий дар читання думок, оманливий дар прозорливості, оманлива безперервна молитва, оманлива відсутність гріховних страстей, оманливий дар вигнання демонів. Термін «оманливий» тут означає, що цей дар походить не від Бога.
Духовно недосвічена людина, котра не має достатнього уявлення про істині Духовні дари (Дари Святого Духа), про те, кому і при яких умовах вони можуть бути подані, може легко прийняти такий лже-дар за дар від Бога. Отримання цих оманливих дарів людиною може супроводжуватись якоюсь видимою зовнішньою подією, наприклад, відкритим явленням лже-«Христа», даруючого такий дар, а може відбутись поступово й непомітно. Також людина може через власну гордість і передчасно (себто, до очищення від гріховних страстей) явно просити який-небудь дар у Бога, наприклад, дар зцілення, однак отримати його від демонів, а може нічого подібного явно і не просити, але внутрішньо вважати себе гідною отримання, тобто вже знаходитись в стані прелесті типу «гординя».
Митрополит Антоній Сурозький згадує, що під час його молодості в нього була здатність читати чужі думки. І він попрохав Бога: «Якщо це не від Тебе, розсій». І ця здібність миттєво зникла. Для гордої людини буває складно відкинути такий дар, вважаючи себе недостойним його отримання і попрохати в Бога забрати дар. Окрім підсиления гордості собою, застосування подібного лже-дару «зцілення» може привести до появи нав'язливої ідеї самогубства вже не тільки в одного «цілителя», але і в його пацієнтів.

## Прелесть та сновидіння
Не дивлячись на те, що Біблія допускає існування віщих снів (див. сновидіння пророка Даниїла — Дан. 7:2), деякі православні богослови вважали, що сон може бути початком прелесті.
Лев Оптинський повідомляє: «Чи потрібно вірити снам, котрі живо вимальовують майбутнє? — Не потрібно. Хоча  вони в своєму роді і були б дійсними, бо через дійсність снів багато людей впало в прелесть. Мудрий старець Феостирикт, автор Параклису Пресвятій Богородиці, довірившись снам, врешті так обманувся, що загинув» Ідея недовіри снам прослідковується і в Іоанна Ліствичника: «Біси марнославства — пророки в снах; будучи пронизливими, вони визначають майбутнє із обставин і повідомляють його нам, щоби ми, після здійснення цих видінь, здивувались і, немов вже наближені до дарування прозріння, піднеслись розумом»

## Ознаки прелесті
- Приємні запахи (нюхові галюцинації)
- Відчуття різних голосів[37]
- Бачення червоних вогників «в димуватому середовищі»
- «Мокротна насолода» (еротичний, екстатичний стан під час видіння)
- Гордість (надмінність)
- Левітація (легкість, невагомість, політ)
- Самогубство[16]

## Причини
У збірнику "Добротолюбство" преподобний Григорій Синаїт пише, что є три причини прелесті: «гордість, заздрість бісів та попущення Боже як своєрідна кара (чи то настанова — прим. перекладача). Причинами цих є: гордість — суєтне легкодумство (або марнославство), заздрість — успіх (в духовному житті — прим. перекладача), попущення Боже за гріховне життя. — Прелесть від заздрості та гордині швидш за все отримує зцілення, особливо якщо хто змириться. Однак прелесть, як кара (чи настанова — прим. перекладача), — віддання сатані за гріх, — часто допускає Бог Своїм оставленням навіть до смерті. Буває, що і невинні задля спасіння віддаються на муки (бісів).»
Також старець Йосиф Ісихаст вказує, що частою причиною прелесті буває приховування гріхів чи думок від духовного отця на сповіді: «Чи бачив ти ченця, із котрим сталося падіння, котрий став дезертиром? Це з ним сталось від того, що він приховував свої думки. <…> Чи бачив людину в прелесті? Це з ним трапилось через думки (из-за помыслов — прим. перекладача)»..
Аналогічно преп. Силуан Афонський каже про недовіру духовному отцю: «Тримай в думці, що в духовному отцеві живе Святий Дух, і він тобі скаже, що потрібно. Але якщо ти подумаєш, що духовний отець живе недбало, і як може в ньому жити Святий Дух, то за таку думку ти сильно постраждаєш, і Господь змирить тебе, і ти неодмінно впадеш в прелесть.»

## Визволення
В православній аскетиці вважається, що необхідними умовами для того, хто бажає позбутися прелесті, мають бути:[джерело?]
- життя за Євангельськими заповідями;
- участь в Церковних Таїнствах;
- відкриття думок духовному отцю і послух
- Ісусова молитва (без сторонніх думок — як гріховних, так і нейтральних, а також тих, що здаються духовними, особливо без уяви Господа Ісуса Христа, святих, картин Раю, тощо);
- смирення, «вбогість духу»
- любов до всіх ближніх (і далеких);
- благодійність;
- молитва за потерпілого від прелесті інших людей праведного життя.

## Дивись також
Спокуса